# Tricellaria aquilina
Tricellaria aquilina är en mossdjursart som beskrevs av Harmer 1926. Tricellaria aquilina ingår i släktet Tricellaria och familjen Candidae. Inga underarter finns listade i Catalogue of Life.